# 電波組.inc
電波組.inc（日语：でんぱ組.inc），是在日本東京秋葉原誕生的女子偶像團體。電波組.inc的前身是團體「電波組」，後者是從「秋葉原DearStage」的工作人員「Dear Girls」中出身而來。最早的Dear Girls於2008年12月組團，歷經改名及成員變動後，在2024年1月14日形成今日7人體制。全成員皆是真正的御宅族，口號為「將萌萌歌曲傳遞到全世界（日语：萌えきゅんソングを世界にお届け）」。品牌為TOY'S FACTORY旗下的Meme Tokyo。

## 成員

### 現任成員
※依加入順序排列，除了2017年12月30日加入的鹿目凜與2021年2月16日加入的天澤璃人及高咲陽菜以外，其他成員年齡均不詳
| 姓名                         | 生日           | 出生地 | 暱稱                        | 代表色 | 口號                    | 宅屬性                | 備註 |
| ---------------------------- | -------------- | ------ | --------------------------- | ------ | ----------------------- | --------------------- | --- |
| 古川未鈴 （ふるかわ みりん） | 9月19日        | 香川縣 | みりんちゃん （Mirin-chan） | 紅     | 能歌善舞電玩偶像        | 電玩、跳舞            | 現任成員中唯一一位初代電波組成員。 電玩名人。最初是被Kenzo Saeki挖掘出來的單體偶像。                        |
| 相沢梨紗 （あいざわ りさ）   | 8月2日         | 大阪府 | りさちー （Risachii）       | 白     | 2.5次元傳說!            | 90年代卡通歌 聲優歌曲 | 電波組的隊長。 舊名：西村めめ。特技是做甜點。                                                               |
| 藤咲彩音 （ふじさき あやね） | 12月7日        | 埼玉縣 | ピンキー! （Pinky!）        | 藍     | 跳舞時七變化!           | Cosplay               | 2011年12月25日加入。 加入前在 NicoNico 動畫網站上 經常以「ピンキー!」的名義參加「試跳」（踊ってみた）活動。 |
| 鹿目凛 （かなめ りん）       | 1996年9月21日  | 埼玉縣 | ぺろりん（Perorin）         | 雞蛋色 | 也會畫插圖的你的女朋友♡ | DIY                   | 2017年12月30日加入。                                                                                        |
| 天澤璃人 (あまさわ りと)     | 2000年7月19日  | 宮崎縣 | りと (Rito)                 | 海軍藍 |                         |                       | 2021年2月16日加入，兼任meme tokyo.團員RITO                                                                  |
| 小鳩りあ (こばと りあ)       | 4月4日         | 福岡縣 | りあぴ (Riapi)              | 粉彩紅 |                         |                       | 2021年2月16日加入，是原ENGAG.ING偶像團體的成員                                                              |
| 高咲陽菜 (たかさき ひな)     | 2006年11月24日 | 山梨縣 | ひなちゃん (Hinachan)       | 橘     |                         |                       | 曾兼任虹のファンタジスタ, 成員裡最年輕的成員。                                                              |

### 前成員
| 姓名                           | 生日           | 代表色 | 在隊期間                            | 備註                                 |
| ------------------------------ | -------------- | ------ | ----------------------------------- | ------------------------------------ |
| 小和田あかり （おわた あかり） | 11月20日       | 無     | 2008年12月（初組團） - 2010年7月8日 |                                      |
| 跡部みぅ （あとべ みぅ）       | 3月2日         | 粉紅色 | 2010年6月3日 - 2011年12月25日       |                                      |
| 最上もが （もがみ もが）       | 1989年2月25日  | 紫     | 2011年12月25日 - 2017年8月6日       |                                      |
| 夢眠ねむ （ゆめみ ねむ）       | 7月14日        | 薄荷綠 | 2008年12月（初組團）- 2019年1月7日  | 畢業時把代表色傳承給根本凪           |
| 成瀨瑛美 (なるせ えいみ)       | 2月16日        | 黃     | 2010年6月3日 - 2021年2月16日        | 曾和古川組成「水玉online」進行活動。 |
| 根本凪 （ねもと なぎ）         | 1999年3月15日  | 薄荷綠 | 2017年12月30日 - 2022年4月30日      | 畢業前口號為會唱會畫的萌呆水獺。     |
| 愛川梢 （あいかわ こずえ）     | 1991年10月25日 | 檸檬綠 | 2021年2月16日 - 2022年12月31日      | 畢業前口號為因為試跳所以我來到這裡。 |
| 空野青空 （そらの あおぞら）   | 1996年10月16日 | 天空藍 | 2021年2月16日 - 2024年1月13日       | 畢業前口號為超越次元讓人愛上的夢女子 |

## 簡歷

### 初組團時期
2007年12月，音樂製作人福嶋麻衣子租借了末廣町站附近的大樓地下室，開設 Live & Bar 「DearStage」，並於2008年9月搬到了DEMPA 大樓。2008年12月，DearStage 的店員古川未鈴、小和田あかり組成目前電波組.inc的前身團體「電波組」，並發售獨立製作單曲「Mirror Magic?」。團名是由福嶋以及Kenzo Saeki、小池雅也在命名會議中決定的，「電波」則是引用「DEMPA」 大樓而來。
2009年6月，（現名：相沢梨紗）、夢眠ねむ加入。因為這個機緣，想取新的團名以帶來全新感覺，福嶋希望保留「電波組」三個字，提出秋葉原風、以添加副檔名（仿效MOSAIC.WAV、LOVE.EXE）的方式在名字中加入了「.inc」，改為現在的「電波組.inc」。
2010年2月24日，PC Game熱帶KISS裡，和團體ULTRA-PRISM的合併單曲「無盡的kiss+Kiss/Star☆tin'」發售。6月3日，（現名：成瀬瑛美）、跡部みぅ加入，7月8日小和田あかり畢業。8月15日，西村めめ改名為相沢梨紗；而隔年2011年1月28日，えいたそ改名為成瀬瑛美。同年7月6日，2nd單曲「Piko-Piku-Pika地戀愛」，由 Lantis 發售。

### 移籍MEME TOKYO
2011年9月9日，移籍到音樂製作人福嶋麻衣子設立的品牌 MEME TOKYO。11月16日，3rd單曲「Future Diver」由 MEME TOKYO 發售。12月14日，第一張專輯「吶～聽我說？救了宇宙的一定...不是壽司、而是電波組.inc!」發行。12月25日，第一場獨立演唱會「聖夜、宇宙中迴響著電波組.inc的愛和勇氣和一些電波～電波LIFE不會結束～」在原宿 Astro Hall 舉辦。在這場公演中，跡部みぅ畢業，而最上もが和藤咲彩音加入。
2012年2月26日，在涉谷CLUB QUATTRO『第一回 偶像橫丁杯!!』中獲得優勝。2012年5月23日，4th單曲「電波天堂JAPAN／強烈的感情・強烈的愛情」發行。6月15日，在朝日電視動畫開始播映常態性綜藝節目「電波之神神」。7月18日，5th 單曲「閃亮亮的旋律／Sabotage」發售。8月2日〜23日，參加了多個偶像團體一起舉辦的巡迴演唱會活動「日本縱斷 Idol 亂舞」。
9月16日，第一次以 6 人體制舉辦了獨立演唱會。於這場演唱會中，古川發表了「我們已討論過並設立了目標，希望我們六人能登上武道館舉辦演唱會！」的宣言。

### W.W.D - 武道館演唱會
2013年1月5日〜20日，舉辦獨立巡迴演唱會「World Wide☆Dempa Tour〜一富士、二鷹、三電波!〜」。1月16日，6th單曲「W.W.D／奔向冬季!」發售，登上Oricon公信榜單曲排行榜第10名。2月23日，在台灣The Wall舉辦第一次在台灣的演唱會。5月17日〜18日，於香港Music Zone @ E-Max參加Kawaii POP Fest. -supported by @JAM。5月29日，7th單曲「でんでんぱっしょん」發售，登上Oricon公信榜單曲排行榜第6名。7月4日〜7日，在法國舉辦的Japan Expo出演。7月26日，在香港會議展覽中心參與香港動漫電玩節。8月，在 ROCK IN JAPAN FESTIVAL 2013、Summer Sonic 2013、Japan Expo USA 參與演出。
2013年8月31日在大阪城野外音樂堂、9月16日在日比谷野外音楽堂舉辦獨立演唱會。10月2日，8th單曲「W.W.D II」發售，登上Oricon公信榜單曲排行榜第8名。12月11日，第2張專輯『WORLD WIDE DEMPA』發行，登上Oricon公信榜專輯排行榜第5名。2014年1月4日，開始全日本巡迴演唱會「World Wide☆Dempa Tour 2014」。1月18日，於台灣河岸留言參加「KAWAII POP FES by@JAM in台灣」表演。5月6日，巡迴最終場「World Wide☆Dempa Tour 2014 in 武道館 〜夢想不會終結！〜」在日本武道館舉辦，動員了約一萬人。

### SAKURA - 電波Jack
2014年3月12日，9th單曲「SAKURA（日语：サクラあっぱれーしょん）」發行，登上Oricon公信榜單曲排行榜第3名。5月10日，KAWAii!! NiPPON EXPO 2014出演。之後還有參加TOKYO IDOL FESTIVAL・ROCK IN JAPAN FESTIVAL2014・Summer Sonic 2014 等多數節慶活動演唱會。5月14日，10th單曲發售，登上Oricon公信榜單曲排行榜第9名。
6月29日，於香港Music Zone @ E-Max 參加KAWAII POP FES by@JAM vol.3 香港2014。
7月23日至9月2日舉辧全國 Live House Tour。7月30日，11th單曲「ちゅるりちゅるりら」發售，登上Oricon公信榜單曲排行榜第10名。9月13日，在台灣花博公園參與「Tokyo Crazy Kawaii Taipei」的演出。9月20日，以「宇宙由11次元組成」（宇宙は11次元で出来ている)的名義（妄想 Calibration 的合作團體），發售了單曲「Stand～在這裡喔～」（Stand〜ここにいるよ〜）。
10月19日，地上波電視台初冠名節目『電波Jack-World Wide Akihabara-』於富士電視台系列開播。10月25日，參與演出泰國曼谷的 Anime Idol Asia 2014。11月12日，以「電波組.inc×gdgd妖精s」的名義、發售了單曲「因為有愛!!」（愛があるから!!）。11月22日，參與演出台灣的「2014 Super Girl Expo 最強美少女博覽會」。11月26日，12th單曲「でんぱーりーナイト」發售，登上Oricon公信榜單曲排行榜第6名。

### 
2015年2月10日、11日，在代代木第一體育館舉辦獨立演唱會，動員了約二萬名觀眾。在 Live 的安可曲時，公布了將在世界 7 個國家（包含日本）舉辦世界巡迴演唱會。2月18日，3nd專輯「WWDD」發行，登上Oricon公信榜專輯排行榜第2名。2月27日～5月6日，舉辦日本全國巡迴演唱會「WWD 大冒険 TOUR 2015 〜この世界はまだ知らないことばかり〜」。4月29日，與中川翔子合作單曲「PUNCH LINE!」以「しょこたん♥電波組」的名義發行。
2015年6月17日，第13張單曲發售，發行入圍Oricon公信榜週排行榜第3名。6月19日首次登上朝日電視台的Music Station表演。7月16日至8月6日間，舉行了對Band巡迴。8月亦參加了TOKYO IDOL FESTIVAL 2015、ROCK IN JAPAN FESTIVAL 2015的演出。
9月15日，獲提名同年10月25日於義大利預定舉辦的音樂頒獎典禮『MTV歐洲音樂大獎 2015』中的「最佳日本藝人」，最後亦透過網路投票從五組日本藝人中獲選為日本代表。9月16日，第14張單曲「即使明天地球粉碎了」發售，得到了 Oricon 週榜第2名的成績、Billboard JAPAN單曲排行榜則是首次取得週榜第一名的記錄。10月9日，數位限定單曲「永久ゾンビーナ」發售。
11月12日～15日，參與在台灣松山菸廠舉辦的｢Japan Media Mix Festival in Taipei 2015」，夢眠ねむ擔任賣店店員，成瀨瑛美則進行了新世紀福音戰士活動。最後一日則與「愛☆まどんな」合作進行服裝表演及小型演唱會。
2016年1月至3月間，發行「三個月連續配信單曲」的「破!to the Future」、「號角為我們響起」、「STAR☆ 開始吧春天也已然來到」。1月9日至4月2日間並舉辦的21都道府縣30巡迴演出。4月27日發售4th專輯『GOGO DEMPA』。Oricon 週榜及Billboard JAPAN都有初登場第3名的成績。7月16日，於DREAMS COME TRUE及陣内孝則主場的演唱會活動中演出。5月20日，首次發行台壓專輯GOGO DEMPA，由Sony Music代理發行。
2016年7至9月間舉辦了對Band巡迴，與多個團體藝人進行對Band。8月8日發行動畫「齊木楠雄的災難」片尾曲「Ψです I LIKE YOU」。11月2日，15th單曲「最Ψ最好調!」發售，首週得到 Oricon 週榜單曲第5名。11月10日，來台參加「Japan Media Mix Festival」。12月21日，發行首張精選集「WWDBEST 〜電波良好!〜」，進入Oricon週榜第4名。
2017年1月舉辦了，並在最後追加了2017年1月20日的日本武道館 Live 演出。在武道館的追加演出中，古川未鈴：「雖然接下來會有一段時間沒有演唱會，但是一人一人地努力，最後一定會回到舞台上的。」之後直到2017年12月30日才再度重開演唱會。

### 六年來首度成員變動
2017年8月6日，最上もが於部落格發文表示退出電波組，「我身心無法取得平衡，依照這種情況也難以持續身為電波組.inc的活動。至今為止有好幾次因為身體不適而取消了現場活動。讓歌迷們感到難過，真的很抱歉。因為無法保證今後這種情況不會再發生，我覺得只有自己的狀況無法控制，實在是不想再給大家增添困擾，所以決定退團。」。退出後經紀公司依然為 DearStage，將以女演員等個人型式進行活動。
12月30日在大阪城Hall舉辦的「JOYSOUND presents ねぇもう一回きいて？宇宙を救うのはやっぱり、でんぱ組.inc！」活動中，宣布ベボガ!的鹿目凜及彩虹征服者的根本凪以兼任型式加入電波組成為新的成員，以七人體制進行活動。
2018年10月13日、14日舉辦的『〜沖繩特別篇〜』演唱會中，夢眠宣布將於2019年的1月7日武道館公演時畢業，並於同年3月退出演藝圈。
2019年1月1日，第五張專輯「我們是電波組！」日语：發售，獲得了 Oricon 週排行榜第十名。

### 宣布結束
2024年4月20日，宣布電波組.inc將於2025年初結束（解散）。

## 作品
註：中文譯名已有部份為官方翻譯版本，非官方中譯名稱者加註＊號

### 單曲

#### 電波組時期單曲
| 編號 | 單曲          | 中譯名稱      | 發售日期       | Oricon 最高名次 |
| ---- | ------------- | ------------- | -------------- | --------------- |
| 1st  | Mirror Magic? | Mirror Magic? | 2008年12月28日 | 榜外            |

#### 主要單曲（Major Single）
| 編號  | 單曲                                                               | 中譯名稱                                            | 發售日期       | Oricon 週榜 最高名次 |
| ----- | ------------------------------------------------------------------ | --------------------------------------------------- | -------------- | -------------------- |
| 1st   | Kiss+kissでおわらない                                              | 無盡的kiss+Kiss*                                    | 2010年2月24日  | 榜外                 |
| 2nd   | ピコッピクッピカッて恋してよ                                       | Piko-Piku-Pika地戀愛*                               | 2011年7月6日   | 104                  |
| 3rd   | Future Diver                                                       | Future Diver                                        | 2011年11月16日 | 46                   |
| 4th   | でんぱれーどJAPAN／強い気持ち・強い愛                              | 電波襲來JAPAN／強烈的感情・強烈的愛情*              | 2012年5月23日  | 37                   |
| 5th   | キラキラチューン／Sabotage                                         | 閃亮亮的旋律*/Sabotage                              | 2012年7月18日  | 19                   |
| 6th   | W.W.D／冬へと走りだすお!                                           | W.W.D/奔向冬季!*                                    | 2013年1月16日  | 10                   |
| 7th   | でんでんぱっしょん                                                 | 電電Passion*                                        | 2013年5月29日  | 6                    |
| 8th   | W.W.D II                                                           | W.W.D II                                            | 2013年10月2日  | 8                    |
| 9th   | サクラあっぱれーしょん                                             | SAKURA                                              | 2014年3月12日  | 3                    |
| 10th  | Dear☆Stageへようこそ♡〜武道館LIVE記念限定盤〜                      | 歡迎蒞臨Dear☆Stage♡〜武道館LIVE記念限定盤〜*        | 2014年5月14日  | 9                    |
| 11th  | ちゅるりちゅるりら                                                 | Chururi Chururira*                                  | 2014年7月30日  | 10                   |
| 12th  | でんぱーりーナイト                                                 | 電波夜派對*                                         | 2014年11月26日 | 6                    |
| 13th  | おつかれサマー！                                                   | 辛苦一夏!                                           | 2015年6月17日  | 3                    |
| 14th  | あした地球がこなごなになっても                                     | 即使明天地球粉碎了                                  | 2015年9月16日  | 2                    |
| 15th  | 最Ψ最好調！                                                        | 最Ψ最好調！                                         | 2016年11月2日  | 5                    |
| 16th  | おやすみポラリスさよならパラレルワールド/ギラメタスでんぱスターズ  | 晚安Polaris再見Parallel world/Girametas Dempa Stars | 2018年4月4日   | 3                    |
| 17th  | プレシャスサマー!                                                  | Precious Summer!                                    | 2018年9月26日  | 2                    |
| SP    | 子♡丑♡寅♡卯♡辰♡巳♡ (清竜人主辦的Harlem Festa會場限定/網路數位販售) | 子♡丑♡寅♡卯♡辰♡巳♡                                  | 2019年5月25日  | NA                   |
| 18th  | いのちのよろこび                                                   | 生命的喜悅*                                         | 2018年9月26日  | -                    |
| SP2nd | ボン・デ・フェスタ                                                 | Bon de Festa                                        | 2019年8月9日   | N/A                  |
| 19th  | プリンセスでんぱパワー!シャインオン!/千秋万歳!電波一座!            | Princess電波Power!Shine On!/千秋萬歲!電波一座!*     | 2021年5月19日  | 6                    |
| 20th  | 衝動的S/K/S/D                                                      | 衝動的S/K/S/D                                       | 2021年9月22日  | 7                    |
| 21th  | ドキ+ワク=パレード!                                                | 心跳+興奮=PARADE!                                   | 2022年3月16日  | 7                    |

#### 限定數位發行單曲
- 僅於 iTunes Store，RecoChoku..等網路音樂商店販售

| 單曲                                  | 中譯名稱                              | 發售日期       |
| ------------------------------------- | ------------------------------------- | -------------- |
| 永久ゾンビーナ                        | 永遠的殭屍                            | 2015年10月9日  |
| Dem Dem X'mas                         | Dem Dem X'mas                         | 2015年12月18日 |
| 破!to the Future                      | 破! to the Future                     | 2016年1月8日   |
| ファンファーレは僕らのために          | 號角為我們響起                        | 2016年2月5日   |
| STAR☆ットしちゃうぜ春だしね           | STAR☆ 開始吧春天也已然來到            | 2016年3月4日   |
| Ψです I LIKE YOU                      | 我是Ψ I LIKE YOU*                     | 2016年8月8日   |
| ムーンライト伝説                      | 月光傳說                              | 2018年5月16日  |
| ポジティブ☆ストーリー                 | Positive☆Story                        | 2020年11月17日 |
| Future Diver（10th anniversary ver.） | Future Diver（10th anniversary ver.） | 2021年11月16日 |
| 好感Daybook♡                          | 好感Daybook♡                          | 2021年12月14日 |

#### 以其他名字推出之單曲
| 名字                                      | 單曲名稱                                        | 中譯名稱                                           | 發售日期       | Oricon 最高名次 | 備註 |
| ----------------------------------------- | ----------------------------------------------- | -------------------------------------------------- | -------------- | --------------- | --- |
| 宇宙由11次元組成                          | Stand〜ここにいるよ〜                           | Stand～在這裡喔～*                                 | 2014年9月20日  | -               | 與電波組.inc 的妹團妄想Calibration組成的限定團體。                                                                                |
| 電波組.inc×gdgd妖精s                      | 愛があるから!!                                  | 因為有愛!!*                                        | 2014年11月12日 | 36              | 是電影版gdgd妖精s的主題曲， 由電波組.inc主唱，成員亦於其中演出成員本人角色。                                                      |
| 電波組.inc× ウルトラバトル列伝            | 超絶ウルトラ☆Happy Days/ ギダギダdaズバズバda!! | 空前絕後ULTRA☆Happy Day/ GIDAGIDA da ZUBAZUBA da!! | 2015年3月25日  | -               | Village Vanguard 雜貨店限定單曲。 是為當時最新的柏青哥超人力霸王機台製作的單曲。                                                  |
| しょこたん♥電波組.inc                     | PUNCH LINE!                                     | PUNCH LINE!                                        | 2015年4月29日  | 13              | 與中川翔子共同合作的單曲。 名字的念法為 Shokotan Daisuki DempaGumi Inku。                                                         |
| 電波組.inc♥しょこたん                     | 続・PUNCH LINE!                                 | 續・PUNCH LINE!                                    | 2015年6月17日  | -               | 與中川翔子繼PUNCH LINE!的共同合作的單曲， 收錄在第13張單曲CD「おつかれサマー」中。 名字的念法為 DempaGumi Inku Daisuki Shokotan。 |
| 帶著 Pokemuhi 的電波組.inc 和 Hello Kitty | ムなさわぎのヒみつ?!                            | 心動不已的秘密 ?!                                  | 2015年6月17日  | -               | 收錄在單曲「おつかれサマー」初回限定B盤中的合作曲。                                                                               |

### 專輯

#### 主要專輯
| 編號 | 專輯                                                                                     | 中譯名稱                                                                       | 發售日期       | Oricon 最高名次 |
| ---- | ---------------------------------------------------------------------------------------- | ------------------------------------------------------------------------------ | -------------- | --------------- |
| 1st  | ねぇきいて?宇宙を救うのは、きっとお寿司…ではなく、でんぱ組.inc!                          | 吶～聽我說？救了宇宙的一定...不是壽司、而是電波組.inc!*                        | 2011年12月14日 | 132             |
| 限定 | でんぱ組.inc 1stワンマン LIVE CD 〜でんぱLIFEはおわらんよっ! 〜                          | 電波組.inc 1st One-Man LIVE CD ～電波LIFE不會結束喲!～*                        | 2012年1月22日  | -               |
| 限定 | TSUTAYA Limited Selection                                                                | TSUTAYA Limited Selection                                                      | 2013年10月2日  | -               |
| 限定 | TSUTAYA Limited NON STOP MIX                                                             | TSUTAYA Limited NON STOP MIX                                                   | 2013年12月4日  | -               |
| 2nd  | WORLD WIDE DEMPA                                                                         | WORLD WIDE DEMPA                                                               | 2013年12月11日 | 5               |
| 限定 | TSUTAYA Limited LIVE CD ワールドワイド☆でんぱツアー2014 in 武道館 〜夢で終わらんよっ！〜 | TSUTAYA Limited LIVE CD WorldWide☆Dempa Tour2014 in 武道館 〜夢不會結束喲！*〜 | 2014年11月19日 | -               |
| 3rd  | WWDD                                                                                     | WWDD                                                                           | 2015年2月18日  | 2               |
| 限定 | TSUTAYA Limited NON STOP MIX 2 mixed by PandaBoY                                         | TSUTAYA Limited NON STOP MIX 2 mixed by PandaBoY                               | 2015年2月18日  | -               |
| 限定 | Moe Japan/萌え日本                                                                       | Moe Japan/萌萌日本*                                                            | 2015年         | -               |
| Live | WORLD TOUR 2015 in FUJIYAMA                                                              | WORLD TOUR 2015 in FUJIYAMA                                                    | 2016年1月6日   | -               |
| 4th  | GOGO DEMPA                                                                               | GOGO DEMPA                                                                     | 2016年4月27日  | 3               |
| Best | WWDBEST 〜電波良好!〜                                                                    | WWDBEST 〜電波良好!〜                                                          | 2016年12月21日 | 4               |
| 5th  | ワレワレハデンパグミインクダ                                                             | 我們是電波組*                                                                  | 2019年1月1日   | 10              |
| 6th  | 愛が地球救うんさ！だってでんぱ組.incはファミリーでしょ                                   | 愛會拯救地球！因為電波組.inc是Family，對吧？*                                  | 2020年4月15日  | 5               |

#### 參與專輯
| 專輯                                                                    | 中譯名稱                                           | 發售日期      | 收錄歌曲                                                                        |
| ----------------------------------------------------------------------- | -------------------------------------------------- | ------------- | ------------------------------------------------------------------------------- |
| joysound presents アニソントランス ラボラトリー 〜ファースト レポート〜 | joysound presents 動畫歌曲傳思實驗室～第一次報告～ | 2011年3月19日 | 滿滿的!水手服 BEAM my BEAM(悠閒時間) 亦收錄古川未鈴、相沢梨紗、成瀬瑛美的獨唱曲 |
| リアル系アイドル図鑑 コンピレーションアルバム                           | 真實系偶像圖鑑 合輯                                | 2011年5月25日 | 無盡的kiss+Kiss                                                                 |
| HMV入門編シリーズ 吉田豪監修「ライブアイドル入門」                      | HMV入門篇系列 吉田豪監修「演唱會偶像入門」         | 2011年8月31日 | 無盡的kiss+Kiss                                                                 |
| TVアニメ『侵略!イカ娘』イメージソングアルバム IKA LOVE                  | 電視動畫『侵略！花枝娘』形象歌曲專輯 IKA LOVE      | 2011年12月7日 | 海洋偶像☆花枝偶像☆賺錢偶像 (A.N.K.G)                                            |
| LOCAL IDOL BEST!                                                        | LOCAL IDOL BEST!                                   | 2012年7月18日 | Kiss希望（6名成員Ver.）                                                         |
| Disney Rocks!!! Girl's Power!                                           | Disney Rocks!!! Girl's Power!                      | 2014年1月22日 | Supercalifragilisticexpialidocious （超級酷斃宇宙世界霹靂無敵棒）               |

## 演出

### 電視節目

#### 常態性節目
- 電波之神神（2013年4月13日起每週五，日本時間晚上9點播出、朝日電視台）

#### 不定期演出節目
- 巧虎 的 WOW！（2014年1月13日起每週六，日本時間早上8點半播出、東京電視網）

#### 已結束之常態性節目
- Dempa Connection（2012年7月28日到2012年9月29日每週六，日本時間深夜2點播出，tvk）—首次演出的連續劇。
- 電波Jack-World Wide Akihabara-（2014年10月19日至2015年3月22日每週日，日本時間深夜1點、富士電視台）[40]
- Dempa Connection French（2015年4月3日到2015年6月26日每週五，日本時間深夜1點50分播出，tvk）[41]。

#### 其他
- 宅天氣（日语：ヲタ天）（2011年4月，tvk）
- 三明治人的當地偶像發掘團（日语：サンドウィッチマンのご当地アイドル発掘団）（2011年6月25日，TOKYO MX）
- NeXT 從秋葉原目指全世界！（日语：秋葉原から世界を目指せ！）（2012年12月29日深夜播出，日本電視台）
- 離婚萬歲（2013年3月14日第十集、3月21日完結篇，[富士電視台]）—以本人角色客串演出[42]。
- 雙方向問答 天下統一（日语：双方向クイズ　天下統一）（2013年4月5日深夜、10月4日深夜，NHK綜合頻道）。
- ツボ娘（2013年5月1日第149集，TBS電視台）
- 日立 世界・不思議發現！（日语：日立 世界・ふしぎ発見!）（2013年4月27日，TBS電視台）—涉谷特集中的VTR內登場。
- 魁！音樂排行榜（2013年5月29日，富士電視台關東Local）—筋肉少女帶VS電波組.inc。
- Shakin！（日语：シャキーン!）（2013年6月10日，NHK ETV）
- カナガワニエン（2013年8月19日，tvk）
- Mu-Jack（2014年3月14日，關西電視台）—夢眠、相沢、古川3人演出。
- Downtown DX（日语：ダウンタウンDX）（2014年5月8日，讀賣電視台）—夢眠、最上、成瀬3人演出。
- GURU GURU 99（2014年7月17日，日本電視台）
- 番組バカリズム2（2014年7月18日，NHK BS Premium）
- ごきげんよう（2014年8月14日、8月18日、8月19日，富士電視台）
- Music Station（2015年6月19日，朝日電視台）

### 網路節目
- 萌えキュン♥でんぱーてぃー（2011年，NicoNico 動畫網站 Live 播出）。
- 電波之神神（2012年6月15日起，朝日電視台動畫）—首次冠名的節目。
- 電波組.inc 成瀨瑛美情緒高漲地介紹漫畫的節目（日语：でんぱ組.inc 成瀬瑛美がアゲアゲでマンガを紹介する番組）（2015年5月22日 - 2016年5月27日，隔週五晚間6點，於富士電視台 On Demand播出）-由成瀨演出。
- DEMPA ch. TOKYO DEMPA INTERNATIONAL（2015年7月31日 - 2019年7月22日）- 日本廣播節目『でんぱch.♥〜TOKYO DEMPA INTERNATIONAL〜』的英文版，於TuneIn播出[43]。古川、藤咲。"協助者"是Matthew Masaru Barron。

### 電影
- 水母看世界（2013年4月）
- 白魔女學園（日语：白魔女学園）（2013年9月）—主演[44]。
- gdgd妖精s這樣的電影怎樣呢...？（日语：gdgd妖精sっていう映画はどうかな…？）（2014年9月）—客串配音[45]。
- 白魔女學園 結束和開始（日语：白魔女学園 オワリトハジマリ）（2014年6月）—主演[46]。

### 廣播
- ViViD☆電波Jack Now！（日语：ビビッと☆でんぱジャックなう!）（2013年1月7日 - 2016年3月28日，每週一，日本時間晚上8點，FM FUJI）—首次廣播常態性節目。
- 電波Ch.❤ 〜TOKYO DEMPA INTERNATIONAL〜（日语：でんぱCh.❤ 〜TOKYO DEMPA INTERNATIONAL〜）（2015年4月1日起，FM東京）—古川和藤咲2人演出。

### 廣告
- 賽門鐵克 諾頓防毒 「御守（日语：オマモリー）」（2012年4月起，WEB CM）
- エバラ「お野菜シェイク」（只有廣告歌曲）
- 華歌爾「シャキッとブラ A/W」（只有最上もが演出。歌曲亦由電波組.inc主唱）
- 山陰銘菓「どじょう掬いまんじゅう」(山陰地區限定播放。歌曲亦由電波組.inc主唱）
- 森永製菓「chupa chups×電波組.inc」[47]（全員演出。歌曲亦由電波組.inc主唱）
- 日清食品「日清カップヌードル 現代のサムライ篇」（演唱會畫面的歌曲亦由電波組.inc主唱）
- 麒麟啤酒「メッツ」登場篇（60秒Ver./30秒Ver.）、電波組.inc篇（2015年3月）、恋のライチ篇（2015年4月）。WEB限定CM「恋のライチ篇(30秒Ver.)」廣告歌曲亦由電波組.inc主唱。

### 活動
- SCRAP Presents 謎カラシリーズvol.1「失われた楽曲を探せ！」[48][49]（2013年5月）。
- 文化廳、橫濱市主辦的活動「東アジア文化都市2014橫濱」宣傳親善大使（2013年12月11日就任）[50][51]之後亦於相關活動中演出[52]。

## 書籍

### 寫真集
- 月刊でんぱ組.inc×米原康正（2013年4月25日，E-NET FRONTIER）
- DEMPA MODELS X 100 COSPLAY（2013年8月8日，發行：clearstone，famima.com） - 作者：須崎祐次
- Dempa la mode（2015年2月18日，祥傳社）

### 電子寫真集
- 月刊でんぱ組.inc×米原康正 DIGITAL BOOK（2013年5月27日 -，月刊デジタルファクトリーにて配信）

### 雜誌連載
- MARQUEE（92 - 97期，發行：Marquee Inc.，發售：星雲社） - 成員各別的長篇採訪連載，第94期中則是全成員有關單曲「W.W.D」的報導。
- Zipper（2013年12月 -、祥傳社） - 「Depper」連載。

### 單行本
- MARQUEE別冊「でんぱブック」（2013年9月11日，發行：Marquee Inc.，發售：星雲社）
- 『でんぱの神神』presents でんぱ組.incの妄想大百科（2014年1月31日、廣濟堂出版）
- 白魔女學園~結束與開始~ 官方Visual Book（2015年6月13日、Hobby Japan）

## 腳注

## 外部連結
- 電波組.inc官方網站 （页面存档备份，存于）
  - 電波組.inc(@dempagumi)官方Twitter （页面存档备份，存于）
  - 電波組.inc官方Facebook粉絲團 （页面存档备份，存于）
  - 電波組.inc官方Youtube頻道 （页面存档备份，存于）
- Ameba部落格成員官方部落格
  - 2.5次元伝説! （页面存档备份，存于） - 相沢梨紗
  - みりんに向かってBだっしゅ!! （页面存档备份，存于） - 古川未鈴
  - エキセントリックえいたそぶろぐ(ﾟ∀ﾟ*)! （页面存档备份，存于） - 成瀬瑛美
  - ピンキー!の七変化の巻 （页面存档备份，存于） - 藤咲彩音
  - 鹿目澟Official Blog （页面存档备份，存于） - 鹿目凜
- Twitter專頁
  - 相沢梨紗 （页面存档备份，存于）(@RISA_memesama)
  - 古川未鈴 （页面存档备份，存于）(@FurukawaMirin)
  - 成瀬瑛美 （页面存档备份，存于）(@eitaso)
  - 藤咲彩音 （页面存档备份，存于）(@PINKY_neko)
  - 鹿目凜 （页面存档备份，存于）(@peroperorinko01)
  - 根本凪 （页面存档备份，存于）(@nemoto_nagi)
- Instagram個人相簿
  - 相沢梨紗 （页面存档备份，存于）(risacheeese)
  - 古川未鈴 （页面存档备份，存于）(furukawamirin)
  - 成瀬瑛美 （页面存档备份，存于）(eimisunshine)
  - 藤咲彩音 （页面存档备份，存于）(pinky_neko)
  - 鹿目凜(kaname_rin)
  - 根本凪 （页面存档备份，存于）(nemonagi)
- Youtube個人頻道
  - 相沢梨紗 （页面存档备份，存于） りさちゃんねる
  - 古川未鈴 （页面存档备份，存于） みりんのチャンネル
  - 成瀬瑛美 （页面存档备份，存于） マキシマムえいたそチャンネル
  - 藤咲彩音 （页面存档备份，存于） ピンキー!チャンネル
  - 鹿目凛 （页面存档备份，存于） ぺろりんチューブ
  - 根本凪 （页面存档备份，存于） 根本凪チャンネル
- Niconico動畫個人公開MyList
  - 【みりん】踊ってみたリスト （页面存档备份，存于） 古川未鈴
  - ピンキー!が踊ってみた(「`・ω・)「 （页面存档备份，存于） 藤咲彩音
- 電波組.inc - TOY'S FACTORY （页面存档备份，存于）
- 秋葉原DearStage （页面存档备份，存于）
- 電波塔-官方FanClub （页面存档备份，存于）